# 대한항공 175편 추락 사고
대한항공 175편 추락 사고는 1989년 11월 25일 승객과 승무원 48명을 태우고 김포국제공항을 출발해 울산공항으로 향하던 대한항공 포커 F-28 터보 제트기가 이륙 직후 김포공항 활주로에 추락한 후 화재가 발생하면서 탑승객 1명이 숨지고 44명이 부상을 입은 사고로 원인은 결빙으로 인한 엔진 고장으로 밝혀졌다.

## 같이 보기
- 대한항공
- 대한항공의 사건 및 사고
- 대한항공 보잉 747 사고